# (9962) Pfau
(9962) Pfau (1991 YL1) – planetoida z pasa głównego asteroid okrążająca Słońce w ciągu 3,68 lat w średniej odległości 2,38 j.a. Odkryta 28 grudnia 1991 roku.